# Rumilly, Pas-de-Calais
Rumilly är en kommun i departementet Pas-de-Calais i regionen Hauts-de-France i norra Frankrike. Kommunen ligger i kantonen Hucqueliers som tillhör arrondissementet Montreuil. År 2022 hade Rumilly 239 invånare.

## Befolkningsutveckling
Antalet invånare i kommunen Rumilly
| Referens: INSEE |